# Wójcice (województwo dolnośląskie)
Wójcice – wieś w Polsce położona w województwie dolnośląskim, w powiecie oławskim, w gminie Jelcz-Laskowice.
W latach 1975–1998 miejscowość należała administracyjnie do województwa wrocławskiego.
Znajduje się 16 km od Oławy, otoczona z trzech stron kompleksem leśnym, ciągnącym się od Jelcza, aż po Stobrawski Park Krajobrazowy. Wieś otoczona lasami (gdzie jest duża obfitość runa leśnego – grzyby, jagody, jeżyny) i łąkami, brak w niej większych atrakcji, w centrum wsi zaniedbany, poniemiecki budynek dawnej fabryki cygar i zabytkowy kościół. 12 maja 2012 została otworzona gruntownie wyremontowana remiza strażacka. 